# Painkiller (album Judas Priest)
Painkiller è il dodicesimo album in studio del gruppo musicale britannico Judas Priest, pubblicato il 3 settembre 1990 dalla Sony Music.

## Descrizione
È ritenuto uno degli album più rappresentativi della carriera del quintetto britannico, oltre che di tutto il movimento heavy metal. In questo disco è forse concentrato il significato stesso del movimento, i cui elementi sono rappresentati dappertutto, non solo nella musica, ma anche nell'abbigliamento del gruppo, nelle sessioni fotografiche, e nei testi energici, al vetriolo, costruiti in modo tale per poter accompagnare la durezza della musica proposta.
Le parti di batteria di Scott Travis e l'appesantito suono delle chitarre segnarono un importante momento di passaggio dall'heavy più orecchiabile degli anni ottanta a quello più violento ed incisivo che farà fortuna negli anni novanta. La title track è generalmente considerata alla stregua di un vero e proprio inno dai più ferventi appassionati del genere.
Painkiller è inoltre l'ultimo album registrato con il cantante Rob Halford, che poco dopo il disco lasciò il gruppo per potersi dedicare ai suoi progetti personali. Il sostituto chiamato a rimpiazzarlo fu Tim "The Ripper" Owens. Halford si ricongiunse al gruppo nel 2004.
Cover illustri del brano Painkiller sono state incise dagli Angra sull'EP Freedom Call e dai Death su The Sound of Perseverance.

## Tracce
Testi e musiche di Rob Halford, Glenn Tipton e K.K. Downing, tranne dove indicato.
1. Painkiller – 6:06
2. Hell Patrol – 3:37
3. All Guns Blazing – 3:58
4. Leather Rebel – 3:35
5. Metal Meltdown – 4:49
6. Night Crawler – 5:45
7. Between the Hammer & the Anvil – 4:49
8. A Touch of Evil – 5:45 (Halford, Tipton, Downing, Chris Tsangarides)
9. Battle Hymn – 0:57
10. One Shot at Glory – 6:49

Tracce bonus nell'edizione del 2001
1. Living Bad Dreams – 5:21
2. Leather Rebel (Live) – 3:39

## Cover
- La canzone Painkiller è stata reinterpretata dalla band statunitense death metal Death nel loro album The Sound of Perseverance, come fatto dal gruppo brasiliano power metal Angra, quello spagnolo dei Saratoga, e dalla band argentina Patán nell'album "Acero Argentino: Tributo a Judas Priest" (album tributo). Nel loro album Mirada Electrica: Tributo a Judas Priest, anche il gruppo Luzbel ha inserito una cover. La band metal inglese Biomechanical ha reinterpretato la canzone ed è stata inclusa nell'edizione limitata di "The Empires of the Worlds".
- Hell Patrol è stata reinterpretata dal gruppo spagnolo Avalanch e dalla band argentina Mistica Power nell'album Acero Argentino: Tributo a Judas Priest.
- All Guns Blazing è stata reinterpretata dalla band death metal argentina Serpentor nell'album Acero Argentino: Tributo a Judas Priest ed è presente come traccia bonus, nell'album The Last Stand dei Sabaton
- A Touch of Evil è stata reinterpretata dai Lions Share, dalla band argentina Lörihen nell'album tributo Acero Argentino: Tributo a Judas Priest, dai Powerwolf nell’album Metallum Nostrum e dalla band italiana Vision Divine nel loro disco 9 Degrees West of the Moon.
- Night Crawler è stata reinterpretata dai Powerwolf, Dementra, Radakka e Cryptic Wintermoon.
- Metal Meltdown è stata reinterpretata dalla band death metal Aurora Borealis e dai Maley nell'album Acero Argentino: Tributo a Judas Priest.

## Formazione
Gruppo
- Rob Halford – voce
- Glenn Tipton – chitarra
- K.K. Downing – chitarra
- Ian Hill – basso (accreditato, ma non ha giocato)
- Scott Travis – batteria

Altri musicisti
- Don Airey – tastiera (traccia 8 e Living Bad Dreams), Minimoog in tutti i brani (non accreditato)